# Коефіцієнт розмноження нейтронів
Коефіцієнт розмноження нейтронів k — відношення числа нейтронів наступного покоління до числа нейтронів попереднього покоління у всьому обсязі розмножувального нейтронного середовища (активної зони ядерного реактора). У загальному випадку цей коефіцієнт може бути знайдений за допомогою формули чотирьох співмножників:
{\displaystyle k_{0}=\mu \phi \theta \eta }, де
- k0 — коефіцієнт розмноження в нескінченному середовищі;
- μ — коефіцієнт розмноження на швидких нейтронах;
- φ — ймовірність уникнути резонансного захоплення;
- θ — коефіцієнт використання теплових нейтронів;
- η — вихід нейтронів на одне поглинання.

## Загальні відомості
В основі роботи реактора лежить розмноження частинок — нейтронів. Величина коефіцієнта розмноження показує, як змінюється повне число нейтронів в об'ємі активної зони за час середнього циклу обігу нейтрона.
Кожен нейтрон, який бере участь у ланцюговій реакції, проходить кілька етапів: народження в реакції ділення, вільний стан, далі або втрата, або виклик нового поділу і народження нових нейтронів.
Критичний стан реактора характеризується значенням k = 1. Якщо k < 1, то стан речовини поділу вважається підкритичним, а ланцюгова реакція швидко загасає. У випадку, якщо на початку процесу вільних нейтронів не було, ланцюгова реакція не може виникнути взагалі. Стан речовини, коли k > 1, називається надкритичним, а ланцюгова реакція швидко наростає. Цей процес триває, поки з якихось причин k не зменшиться до 1 або нижче.
У реальних речовинах важкі ядра можуть ділитися мимовільно, тому невелика кількість вільних нейтронів є завжди, і короткі ланцюгові реакції протікають у речовині, що ділиться, постійно. Також такі реакції можуть бути запущені частинками, що приходять з космосу. З цієї причини, як тільки k перевищує одиницю, наприклад, досягається необхідна критична маса, негайно запускається процес лавиноподібного розвитку ланцюгової реакції.

## Ядерний реактор
Основна стаття:  Ядерний реактор
Контрольована реакція ланцюгового поділу ядер використовується в ядерних реакторах. У процесі роботи реактора речовина, що ділиться, підтримується в критичному стані за допомогою введення в активну зону додаткової кількості речовини, що ділиться, або збільшення обсягу речовин, що поглинають нейтрони. Частина реактора, у якій відбувається процес виділення енергії ланцюгових реакцій ділення ядер, називається активною зоною.

## Критичні параметри
Зведення коефіцієнта розмноження до одиниці досягається регулюванням балансу між появою нових нейтронів і їх втратами. Під втратою тут розуміється випадок, коли нейтрон не викликає нового поділу. Втрати можуть відбуватися двома шляхами — вихід нейтрона за межі речовини, що ділиться, або поглинання без поділу. Витоки нейтронів з активної зони залежать від її форми і конструкції, в той час як втрати при поглинанні визначаються складом і співвідношенням кількостей речовин. У природі існує також β-розпад нейтронів, але ним можна знехтувати завдяки великому часу життя вільного нейтрона (≈10³ с) порівняно з часом нейтронного циклу в активній зоні реактора.
Таким чином, визначення умов k=1 розбивається на 2 частини:
1. Визначення коефіцієнта розмноження в нескінченному середовищі k0 за умови, що втрат нейтронів за межі речовини, що ділиться, не відбувається. У разі, якщо k0 виявляється меншим від одиниці, то самопідтримувана ланцюгова реакція в даному середовищі неможлива в принципі;
2. Врахування обмежених розмірів реальної активної зони, оскільки в скінченному середовищі втрати нейтронів за визначенням будуть більшими, ніж у нескінченному.

Таким чином, якщо k0 > 1, то завжди існує об'єм скінченних розмірів, в якому може бути досягнута умова
{\displaystyle k=k_{0}w=1}    (1), де w є ймовірність уникнути нейтрону витікання зі скінченного об'єму. Частка нейтронів, втрачених внаслідок витікання, дорівнює 1−w. Оскільки w залежить від геометричних розмірів зони (чим менший скінченний об'єм, тим менша площа поверхні, через яку може відбутися витікання), при k0 > 1 завжди можна підібрати такі розміри активної зони, при яких k = 1. Розміри, що відповідають цій умові, називаються критичними розмірами, а маса подільної речовини в критичному об'ємі — критичною масою.
З іншого боку, при відомих розмірах активної зони (і, відповідно, w), задача розрахунку параметрів реактора зводиться до визначення складу середовища з необхідним k0.

## Розвиток ланцюгової реакції поділу в часі
Зміну числа нейтронів у некритичному реакторі можна знайти за формулою:
{\displaystyle {{dn} \over {dt}}={{n(k-1)} \over {\tau }}} (2)
де {\displaystyle \tau } — час нейтронного циклу.
Тобто, якщо в якийсь момент часу в реакторі є n нейтронів, то через {\displaystyle \tau } їх кількість буде kn, а різниця складе {\displaystyle (kn-n)=n(k-1)}.

Розв'язок рівняння (2) дає залежність числа нейтронів від часу
{\displaystyle n(t)=n_{0}\exp {\left({{k-1} \over {\tau }}\,t\right)}} (3)
де n0 — число нейтронів у момент t = 0.

### В реакторі
Для реакторів на теплових нейтронах час нейтронного циклу досягає {\displaystyle \tau }=10−3 с. Якщо прийняти k=1,01, то всього через секунду кількість нейтронів зросте в {\displaystyle {{n(1)} \over {n_{0}}}={\exp {{0.01} \over {0,001}}}=e^{10}\approx 20000} раз, а, відповідно і виділення енергії в реакторі. Однак для реальних реакторів така оцінка є завищеною, оскільки не враховує запізнювання нейтронів.

### Під час вибуху
Якщо взяти чисті подільні речовини, для них час нейтронного циклу має порядок 10−8 с. Наприклад, для урану і k=1,1 кількість нейтронів збільшиться в 1026 разів за час {\displaystyle \tau }, що всього через 6 мксек після початку реакції відповідає поділу приблизно 40 кг урану за одиницю часу нейтронного циклу, а за всі 6 мсек складе вже 400 кг. Таке миттєве енерговиділення являє собою ядерний вибух. Енергія, що виділяється при поділі 1 кг урану, дорівнює енергії, одержуваній під час вибуху 20 000 тонн тринітротолуолу.

## Нейтронний цикл
Розглянемо поділ ядер 235U тепловими нейтронами. Внаслідок такого ділення з'являється n швидких нейтронів наступного покоління. Приблизно половина цих нейтронів має необхідну енергію для виклику поділу ядра 238U, що в результаті дає приблизно 2,8 нових швидких нейтронів. Множник, що показує, у скільки разів збільшується число нейтронів ділення 235U внаслідок додаткового поділу 238U, називається коефіцієнтом розмноження на швидких нейтронах.
В цілому, розвитку ланцюгової реакції перешкоджає також резонансне захоплення нейтронів, що характеризується величиною, званою ймовірністю уникнути резонансного захоплення. При резонансному захопленні відбувається поглинання нейтрона ядром атома без подальшого поділу. Зазвичай резонансне захоплення відбувається на речовинах, відмінних від основного подільного матеріалу, тому наявність таких матеріалів намагаються звести до мінімуму. Однак повністю уникнути цього неможливо, оскільки неможливо виключити, наприклад, наявність 238U, який потрапляє в реактор разом з 235U. Також у процесі роботи реактора напрацьовуються інші речовини, що володіють помітним резонансним захопленням, наприклад, 239Pu, а потім 240Pu.
Швидкі і проміжні нейтрони слабо поглинаються ядрами атомів. Виняток становить тільки поглинання в низько розташованих резонансах ядер середніх і великих масових чисел. Незважаючи на те, що ширини резонансів Р набагато менші від середнього скидання енергії при уповільненні ξE і більшість нейтронів, що сповільнюються, ніколи не має енергію, яка збігається з енергією резонансів, резонансне поглинання все ж виявляється істотним. Це пояснюється як дуже великими значеннями перерізів захоплення при резонансних енергіях, так і зниженням ξE при уповільненні, що визначає зростання щільності потоку Ф при малих енергіях.
Якщо немає витоку, всі теплові нейтрони поглинаються ядрами атомів середовища в активній зоні. Частково це відбувається під час резонансного захоплення, частково — під час поділу 235U. Оскільки в гетерогенних реакторах співвідношення цих величин істотно залежить від місця в елементарній комірці, де ці параметри визначаються, частка нейтронів, поглинутих речовиною, що визначається коефіцієнтом теплового використання θ, а частку цих нейтронів, які спричинили при цьому поділ 235U, позначимо через х. Очевидно, що нейтрони наступного покоління породжуються тільки цією величиною.

## Формула чотирьох співмножників
Нехай в результаті кожного поділу виділяється в середньому ν швидких нейтронів. Таким чином, по закінченні часу нейтронного циклу, n нейтронів перетвориться в nμφθxν нейтронів наступного покоління. Таким чином, за визначенням:
{\displaystyle k_{0}=\mu \phi \theta x\nu }
У реальних розрахунках величина х самостійно не вживається. Замість неї використовується формула
{\displaystyle \eta =\nu x},
яка являє собою число вторинних нейтронів, що припадають на один поглинений тепловий нейтрон у матеріалі палива. З урахуванням сказаного, в тепловому реакторі k0 можна знайти як:
{\displaystyle k_{0}=\mu \phi \theta \eta },
яка називається формулою чотирьох співмножників.